# 苯丙醇胺
苯丙醇胺（Phenylpropanolamine，PPA），又称去甲基麻黃素或去甲麻黄碱，分子式C9H13NO，CAS编号：14838-15-4。是一種苯乙胺類的藥物。目前在美國，年輕婦女必須要有處方籤才能購買這種藥物，其他地區則沒有限制。一種本來很常用的收鼻水藥物，可以使阻塞的上呼吸道及氣管變得暢通。
在香港，最普通的包裝是一粒上白下綠的圓型藥餅，收鼻水功效非常快，但服後會使人眼睏。而在市面上比較常見而含有PPA的藥物有Neozep。

## 副作用
在2000年代有研究發現有可能導致腦麻痺，使不少藥廠立即停止相關產品的發售。一項研究 發現它會讓使用該藥的婦女增加出血性腦中風的風險。